# Roman Hontyuk
Roman Hontyuk, né le 2 février 1984 à Nadvirna, est un judoka ukrainien évoluant dans la catégorie des poids moins de 81 kg (poids mi-moyens). Il compte à son palmarès deux médailles olympiques et une récompense mondiale.

## Biographie
Il se révèle chez les juniors en remportant deux titres européens avant de devenir vice-champion du monde en 2002. En 2003 et 2004, il monte régulièrement sur les podiums de différents tournois européens avant de participer aux Jeux olympiques d'été de 2004 organisés à Athènes. Il y réalise la performance de remporter la médaille d'argent alors qu'il n'avait que très peu de références au niveau senior. Lors de tournoi, il n'est battu qu'en finale par le Grec Ilías Iliádis. Il confirme l'année suivante lors des championnats du monde 2005 du Caire où il remporte la médaille de bronze. En 2008, il participe à de seconds Jeux olympiques et remporte une seconde récompense en terminant troisième de sa catégorie.

## Palmarès

### Jeux olympiques
- Jeux olympiques de 2004 à Athènes (Grèce) :
  -  Médaille d'argent en moins de 81 kg (poids mi-moyens).
- Jeux olympiques de 2008 à Pékin (Chine) :
  -  Médaille de bronze en moins de 81 kg (poids mi-moyens).

### Championnats du monde
- Championnats du monde 2005 au Caire (Égypte) :
  -  Médaille de bronze en moins de 81 kg (poids mi-moyens).

### Divers
- Juniors :
  -  Champion d'Europe junior en 2001 à Budapest (Hongrie) et en 2002 à Rotterdam (Pays-Bas).
  -  Vice-champion du monde junior en 2002 à Jeju (Corée du Sud).